# Georg Emil Libert
Georg Emil Libert (2 agosto 1820 – 19 maggio 1908) è stato un pittore danese paesaggista.
Le sue specialità includevano scene di paesaggi danesi, tedeschi e norvegesi.

## Biografia
Libert nacque a Copenaghen, in Danimarca. Era il figlio di Johan Christian Libert (1790-1846) e della sua prima moglie, Andrea Margrethe Hassing (1796-1820). Suo padre era un ebanista.
Si laureò alla Royal Academy di Copenaghen, dove studiò con Johan Ludwig Lund (1777–1867). Nel 1845 fece domanda per il contributo di viaggio dell'Accademia, che gli fu assegnato nel 1846 con borsa di studio rinnovata nel 1847. Rimase all'estero dal 1857 al 1859, soprattutto in Germania e Svizzera. Cercò ispirazione soprattutto dal paesaggio di Monaco.
Espose molte opere a Charlottenborg e alla Kunstforeningen (Associazione artistica). È conosciuto soprattutto per i suoi dipinti dell'isola baltica di Bornholm; infatti una delle scogliere di Helligdomsklipperne, Libert's Rock (Libertsklippen) prende il nome proprio da lui.
Molte delle sue opere oggi si trovano alla Galleria Nazionale Danese e nel Museo Thorvaldsens, e sono molto ricercate dagli acquirenti; il suo dipinto Ansicht des Heidelberger Schlosses Zwischen der Molkenkur, der Stadt (1859) è stato venduto per $ 11.240 da Sotheby's a Monaco nel giugno 1994.

## Vita personale
Nel 1852 sposò Marie Philippine Caroline Busch (1830-1904). Georg Libert morì nel 1908 a Copenaghen e fu sepolto nel cimitero di Holmen.

## Galleria d'immagini

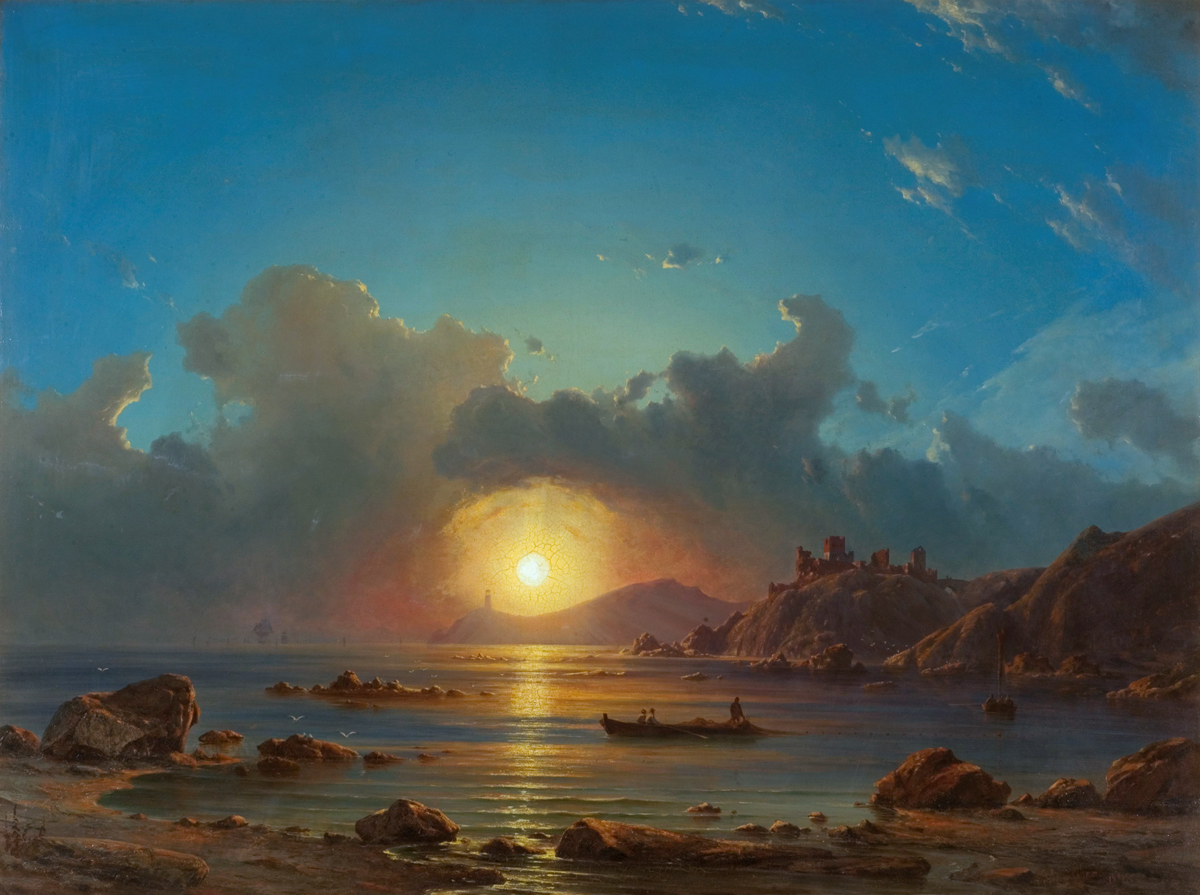
Sunset on a Bay with Castle Ruins (1848)
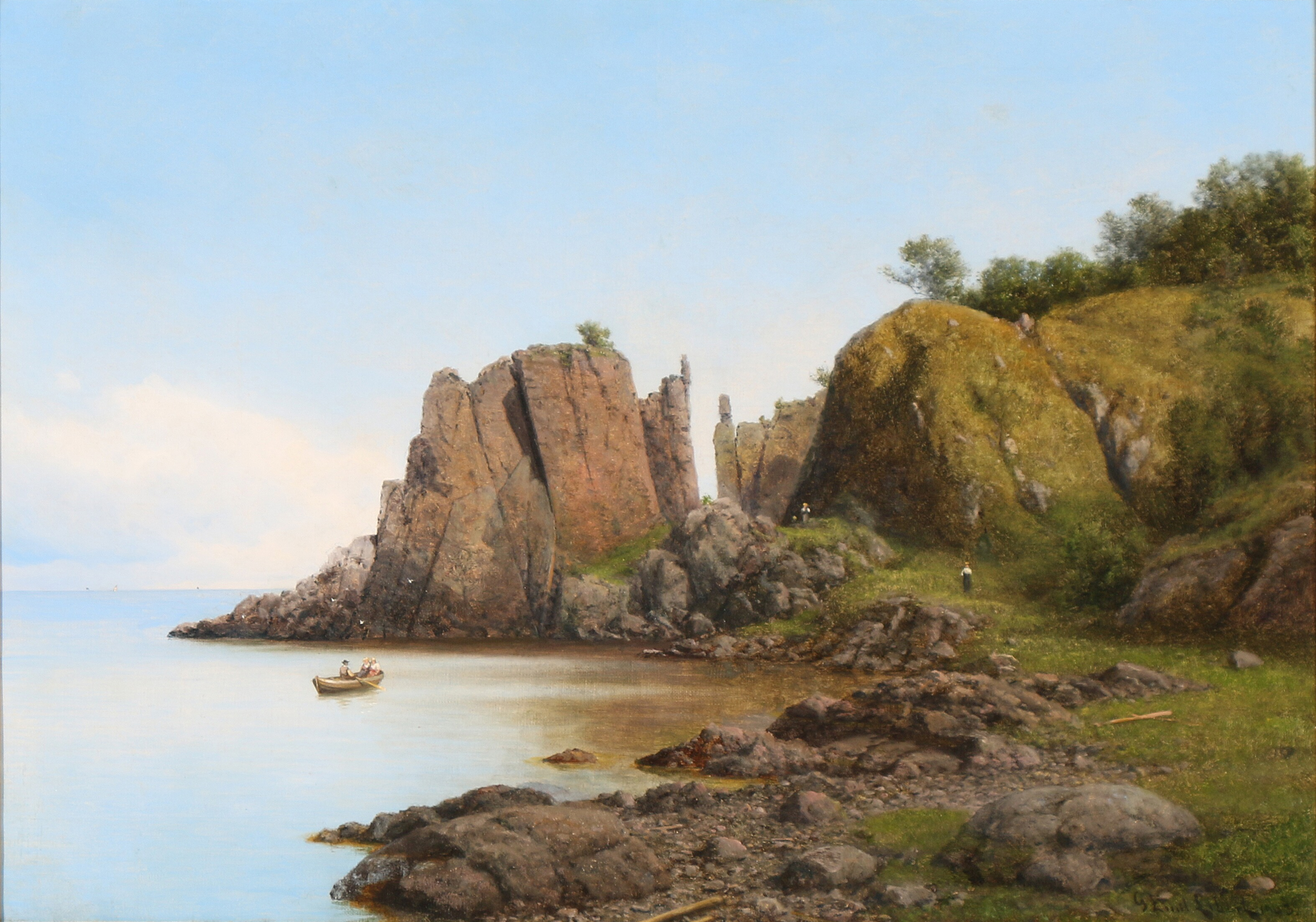
View of Helligdomsklipperne, Bornholm (1903)
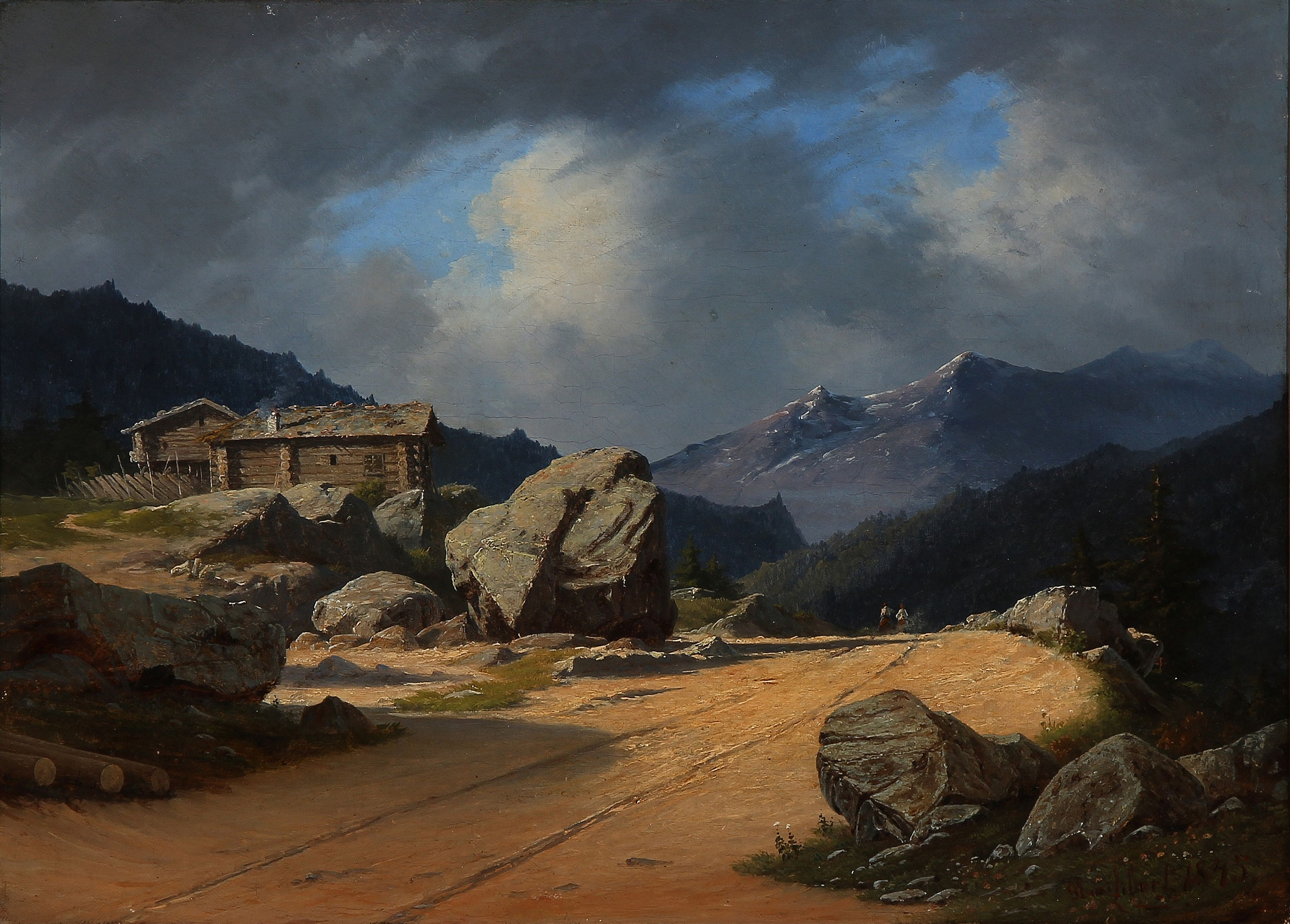
Norwegian landscape with two men on horseback (1845)
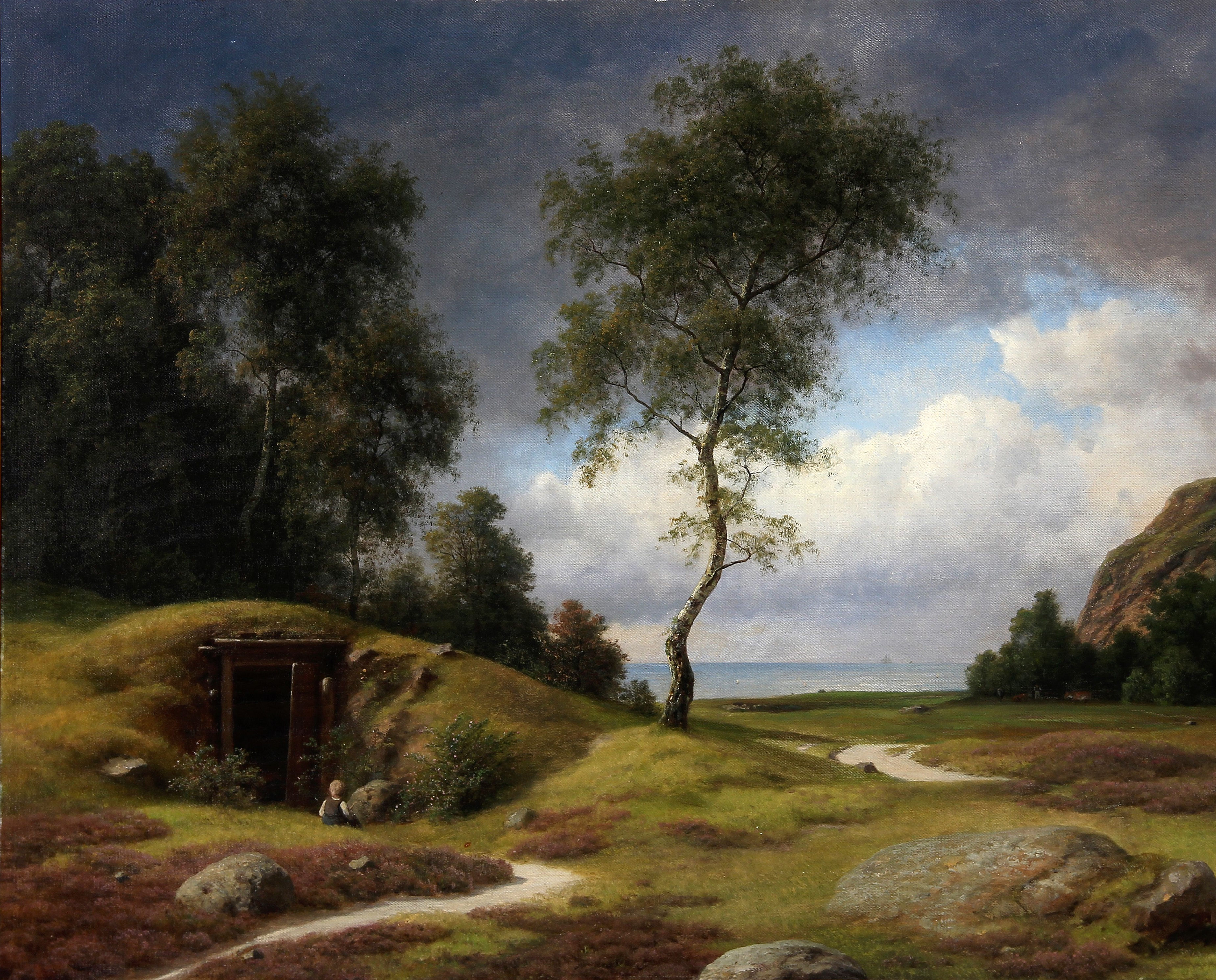
Landscape with a boy sitting in front of a burial mound (1885)